# Мегажанр
Мегажанр — наджанровая историко-типологическая группа. Мегажанр образуется объединенными интенцией жанрами.
Согласно теориям ряда российских литературоведов, наряду с метажанром наджанровая историко-типологических группа. В отличие от метажанра, мегажанр имеет мирообразовательный, но не архетипический потенциал. К мегажанрам относят фантастику, детектив, блокбастер, ремейк и другие.
Ещё А. Вулис, рассматривая приключенческую литературу, определил её как «большой жанр», наджанровое образование, совокупность жанров, объединяющую в себе произведения, которые объединяет большая функциональная роль приключения.
К примеру, по мнению главного редактора журнала «Если» А. Шалганова, фантастика — это «параллельная литература», в которой существуют все жанры и все направления, но только с дополнительным элементом иновариантности. Фантастика включает в себя как общие жанры литературы (например, психологический роман, роман воспитания, социальную и историческую прозу, триллер, детектив), так и специфические жанры (например, космоопера, технофэнтези). Подобно метажанру, мегажанр выходит за родовые и литературно-формальные границы традиционного жанра. Например, современный детектив помимо прозы может существовать в поэтической или драматургической форме («Посвящается Ялте» И. Бродского, «Чайка» Б. Акунина). Мегажанр может послужить семантической основой для метажанра, если его канон имеет большое культурное значение.
Появление мегажанра и других наджанровых форм связано с особенностями литературного процесса 20 века, который характеризуется кризисом традиционных жанровых форм и многочисленными экспериментами по соединению (синтезу) различных жанров.
Объединенные интенцией жанры образуют мегажанр. В качестве примера можно привести роман П. Зюскинда «Парфюмер», где соединены детективный и исторический роман, роман-воспитание и роман о художнике. Мегажанр существует не только в рамках модернизма и постомодернизма, но и реализма. Например, произведение Бориса Пильняка «Волга впадает в Каспийское море» соединяет в себе производственный роман и научный трактат. Особенностью мегажанра является межвидовое жанровое смешение. В мегажанре жанровое смешение является разноплановым.